# Nicolás de Piérola
Nicolás de Piérola, né le 5 janvier 1839 à Arequipa et mort le 23 juin 1913 à Lima, est un homme d'État péruvien, surnommé El Califa, président de la République péruvienne à deux reprises : entre 1879 et 1881, puis de 1895 à 1899. Il est considéré, avec Ramón Castilla, comme le chef d'État péruvien le plus important et le plus influent du XIXe siècle.
De 1869 à 1871, Piérola est ministre des Finances et du Commerce dans le gouvernement de José Balta, sous la direction duquel est signé le soi-disant contrat Dreyfus, par lequel la société française Dreyfus de Paris obtient le monopole de la vente en Europe de deux millions de tonnes de guano péruvien, d’une valeur à la revente de 625 millions de francs, en échange d’un versement de 365 millions.
Entre 1874 et 1877, il tente à plusieurs reprises de renverser les gouvernements de Manuel Pardo et Mariano Ignacio Prado, dans le dernier desquels il monte à bord du moniteur Huáscar avec lequel il affronte avec succès deux navires de la marine britannique dans la bataille de Pacocha. Mais après l'échec de sa tentative de coup d'État, il doit s'exiler en Bolivie puis au Chili.
En 1879, avec le début de la guerre avec le Chili et l'absence du président Prado, il organise un coup d'État et accède au pouvoir en tant que chef suprême de la République. Il réorganise la défense de Lima, créant deux lignes défensives au sud de la capitale, mais subit les défaites de San Juan et de Miraflores, après quoi les troupes chiliennes occupent Lima (janvier 1881). Puis il établit son gouvernement dans les hauts plateaux péruviens, à Ayacucho, où il convoque une Assemblée nationale qui, le 29 juillet 1881, le nomme officiellement président du Pérou. Il prévoyait de ressusciter l'ancienne Confédération péruvio-bolivienne pour attaquer le Chili par l'arrière, mais assiégé par des attaques militaires successives, il démissionne en novembre 1881 et part pour l'Europe.
En 1884, il fonde le Parti démocrate et en 1895, après s'être allié au Parti civil, il organise des partis de guérilla, dans le cadre de la révolution déclenchée contre le gouvernement du président Andrés A. Cáceres. Partant de Pisco, il s'avance vers le nord pour finalement occuper la ville de Lima, provoquant la démission de Cáceres. Après quoi il est élu président constitutionnel de la République. Jusqu'à la fin de ce second mandat en 1899, il entreprend d'importantes réformes économiques et maintient la stabilité politique du pays, consolidant le système présidentiel. Il est l'architecte de la reconstruction nationale qui inaugure la période appelée « République aristocratique », qui dure pendant les deux premières décennies du XXe siècle. Après la fin de son mandat, Piérola est pratiquement resté à l'écart des représentations publiques jusqu'à sa mort en 1913.

## Carrière politique

### Ministre des Finances (1868 - 1871)
De 1868 à 1871, il est ministre des Finances sous la présidence de José Balta. Il reçoit du Parlement des pouvoirs étendus afin de négocier avec plusieurs compagnies occidentales l'exploitation de la production de guano. Un traité est ainsi signé avec la société française d'Auguste Dreyfus. Le traité garantit à la maison Dreyfus un monopole sur les exportations péruviennes de guano. Plus tard, Nicolás de Piérola est accusé de concussion à la suite de cet accord, avant d'être blanchi.

### Rébellion et coup d'État
À la fin des années 1870, Nicolás de Piérola  mène une rébellion farouche contre le président Mariano Ignacio Prado. Ainsi, en mai 1877, un groupe de rebelles dépendant de Piérola s'empare du navire militaire Huascar, et l'utilise notamment pour inspecter des navires britanniques. Avec la bénédiction du gouvernement péruvien, la Royal Navy capture alors le Huascar lors du Combat de Pachoca, avant de le rendre aux autorités.
En décembre 1879, il profite du voyage en Europe du président Prado (parti négocier l'achat d'armes, le Pérou étant alors, depuis quelques mois, en guerre avec le Chili) pour mener avec succès un coup d'État, et s'autoproclame le 23 décembre Commandant suprême de la République (Jefe supremo de la Republica).

## Au pouvoir

### Président de la République (1879 - 1881)

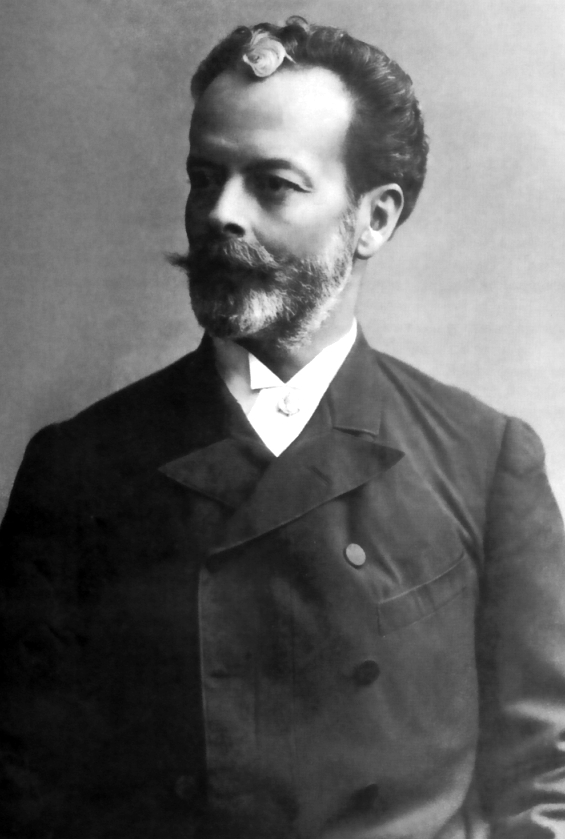
Piérola, pendant son premier mandat.

Nicolás de Piérola, après s'être assuré de la loyauté des troupes de la capitale, Lima, cherche à affermir son nouveau pouvoir. Il lance ainsi une implacable campagne de censure de la presse (El Comercio, le plus ancien journal de la capitale ne paraît pas durant trois ans, par exemple). L'armée est purgée, et, dans plusieurs cas, la hiérarchie militaire est ignorée au profit des officiers fidèles à Piérola (et au détriment de l'expérience militaire) : le général Andrés Avelino Cáceres (futur président du Pérou) et l'amiral Lizardo Montero voient ainsi leur influence diminuer (la disgrâce n'est cependant que temporaire pour Cáceres). 
Dans le même temps, les négociations de paix avec le Chili échouent, et les forces armées chiliennes envahissent le Pérou. Santiago, qui ne reconnaît pas Piérola, installe en 1880 Francisco García Calderón à la « présidence » de l'État péruvien. Mais Calderon, soutenu par les États-Unis, se retourne contre le Chili auquel il n'accorde aucune concession territoriale. Furieux, le Chili dissout son gouvernement fantoche et marche sur Lima en janvier 1881, contraignant Nicolás de Piérola à fuir à Ayacucho. Andrés Avelino Cáceres refuse la défaite et rejoint Piérola, qui le nomme chef militaire des départements du centre du pays, toujours gouvernés par Piérola. Mais, malgré quelques batailles victorieuses menés par Cáceres, les Chiliens résistent, et, refusant naturellement de reconnaître Piérola, installent leur gouvernement (avec, notamment, la présidence de Miguel Iglesias en 1883). Nicolás de Piérola préfère démissionner le 28 novembre 1881, laissant ce qui reste de son pouvoir et de ses forces à Cáceres, qui rallie finalement Iglesias en 1884 (avant de lui disputer, avec succès, le pouvoir).

### Opposition et reconstruction
Dès 1882, Nicolás de Piérola fonde le Parti démocratique du Pérou et entre dans l'opposition. En juin 1886, il soutient Andrés Avelino Cáceres à la présidence, espérant lui succéder (un président ne pouvant alors, selon la Constitution en vigueur, se succéder à lui-même). Mais, en 1890, peu désireux de lâcher les rênes, Cáceres installe au pouvoir un de ses intimes, le général Remigio Morales Bermudez, puis est à nouveau élu en 1894. 
Redevenu fort politiquement, grâce, notamment, à une alliance avec le parti civiliste, Nicolás de Piérola conteste la réélection de Cáceres, et parvient à l'évincer à l'issue d'une courte guerre civile de 1894-95. Il prend de fait le pouvoir en mars 1895, bien que l'intérim soit officiellement assuré par Manuel Cansamo Iriarte, puis accède officiellement à la présidence le 8 septembre 1895.

### Président de la République (1895 - 1899)

#### Retour à la présidence
Il est généralement considéré que le second mandat de Nicolás de Piérola marque le début, au Pérou, de la « République aristocratique », une période durant laquelle l'élite politique et économique du pays est la seule et indiscutable classe dominante. Cette ère est caractérisée par l'entreprise de reconstruction du Pérou, dévasté par des années de guerre, par le biais de profondes réformes militaires, religieuses, sociales, économique et fiscales. Nicolás de Piérola est ainsi l'artisan d'une réforme monétaire (Libra Peruana), qui garantit enfin aux Péruviens une monnaie stable.

#### Politique économique

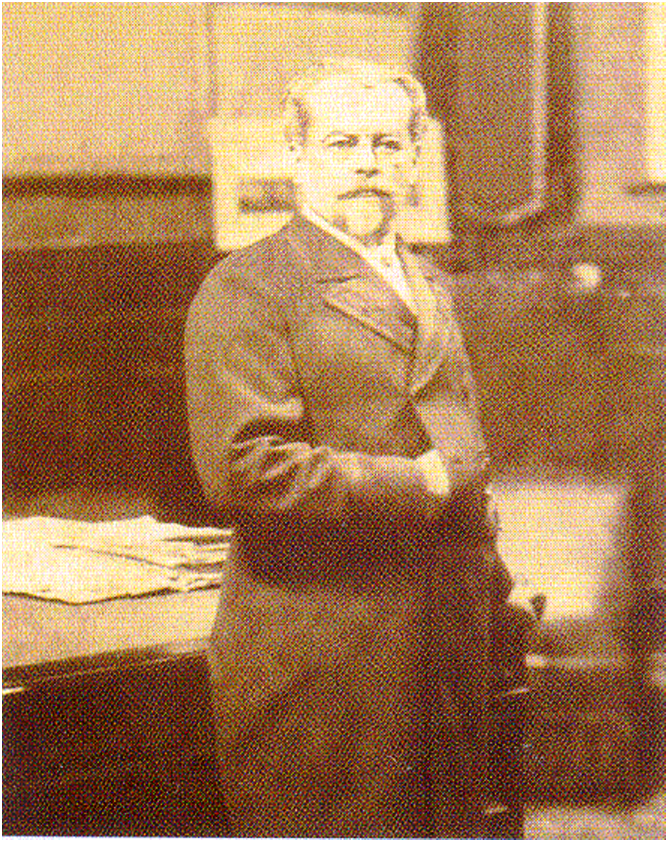
Piérola en 1897.

Durant le second mandat de Piérola, une politique d'austérité est suivie dans la gestion des fonds publics. L'épargne est encouragée, les prêts qui alourdiraient l'endettement du pays sont évités et la formation de coopératives est également encouragée par le gouvernement. La première loi réglementaire sur l'exécution budgétaire est établie et la "contribution personnelle" (qui rappelle l'ancien "impôt indien") est abolie en 1895. 
Les impôts sont réduits sur les produits de première nécessité tels que le riz, le beurre et autres, mais ceux considérés pour le plaisir ou le vice, comme l'alcool et le tabac, sont augmentés. 
Le gouvernement encourage aussi la création du magasin de sel, dont le produit est utilisé comme fonds pour le sauvetage de Tacna et Arica, détenus par le Chili. 
Une réforme radicale du système fiscal est mise en œuvre, avec la création de la Compañía Recaudadora de Impuestos SA («La Recaudadora»), remplaçant l'ancien système de collecte des impôts qui n'était pas efficace. 
Le système monétaire est réformé avec l'introduction de l'étalon-or. Jusque-là, le Pérou avait le Sol de Plata comme monnaie, un métal dont le prix a commencé à baisser à l'international. Par la loi du 29 décembre 1897, la frappe des pièces d'or est ordonnée, avec la même loi et le même poids que la livre sterling anglaise. Un décret du 10 janvier 1898 fixe le poids et la loi de la nouvelle monnaie nationale : la livre péruvienne, qui porte sur l'avers un écu du Pérou et au revers l'effigie d'un Inca. 

#### Commerce et industrie
L'industrie agricole et minière était protégée et encouragée, avec la contribution de capitaux nationaux et étrangers. L'industrie sucrière a évolué vers sa technification, notamment dans les grands centres agro-industriels du nord. Les exportations de sucre ont atteint 105 731 tonnes en 1898, tandis que la consommation intérieure était de 25 000 tonnes. L'exploitation minière a connu un développement plus lent, commençant son véritable décollage au début du XXe siècle. En 1897, les riches gisements de Cerro ont été découverts. L'exploitation du pétrole par la stagnation industrielle a atteint un vaste développement.
Le développement de l'Amazonie a été favorisé, dont le boom économique a commencé avec l'exploitation du caoutchouc. Aventurier péruvien, Carlos Fitzcarrald est devenu le « roi du caoutchouc ».
En raison du dynamisme de l'économie, des entités industrielles et commerciales ont émergé qui ont accéléré le processus de reconstruction. En 1896, la Société nationale des mines et la Société nationale des industries ont été fondées.
De nouvelles institutions financières ont également vu le jour : la Banque du Pérou et de Londres, la Banque internationale du Pérou, la Banque populaire du Pérou. Des compagnies d'assurance ont été créées, telles que la Compagnie d'assurance internationale et la Compagnie d'assurance Rímac.

#### Travaux publics
Un plan de travaux publics a été réalisé sans recours aux prêts, grâce à l'économie et à l'organisation fiscale.
Par la loi du 22 janvier 1896, le ministère du Développement est créé pour organiser un plan de travaux publics et favoriser le développement industriel. Son premier ministre est l'ingénieur Eduardo López de Romaña. 
L'extension des routes et des voies ferrées et la modernisation des villes ont été encouragées. Une route, la soi-disant via central ou Camino al Pichis a commencé à être ouverte pour rejoindre la côte avec la jungle amazonienne.

#### Réforme de l'armée
Les services d'une mission militaire française sont engagés pour moderniser l'armée. Il est présidé par le général Pablo Clément et composé des colonels Eduardo Dogny et Claudio Perrot. C'est le début de la fin de l'ancien militarisme péruvien. 
L'école militaire de Chorrillos est créée le 24 avril 1898, dont le but est de créer une carrière technique dans l'armée. La conscription est établie à partir du 27 septembre 1898. Le premier Code de justice militaire est promulgué le 20 décembre 1898, qui remplace les ordonnances militaires espagnoles alors en vigueur. 

#### Développement urbain

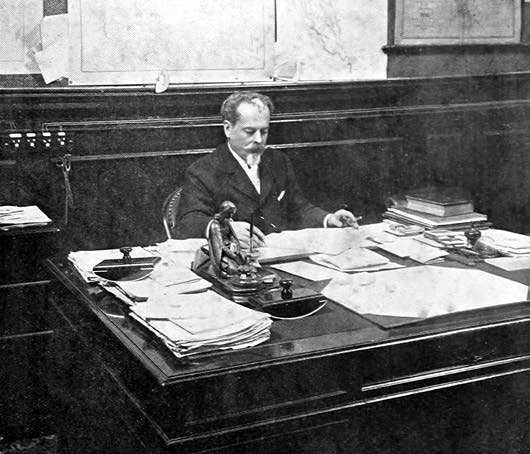
Piérola dans son bureau au palais du gouvernement.

Le plan lancé par José Balta pour agrandir la ville de Lima se poursuit après la démolition des murs coloniaux. Le Paseo Colón est construit et l'Avenida Brasil est tracée en direction de Magdalena. L'Avenida de la Colmena commence, plus tard appelée Avenida Nicolás de Piérola, en direction de Callao.
De nouveaux bâtiments sont érigés, comme la Casa de Correos. Certaines sociétés sont créées pour desservir la ville, telles que l'Urban Railroad Company, la Electric Power Transmitter Company, la Acetylene Gas Company et la société d'irrigation et d'eau potable de Miraflores. 
En complément du progrès urbain de la capitale, le progrès technique arrive également avec le premier phonographe (1896); le premier cinématographe (1897), dont la fonction inaugurale est donnée avec la présence de Piérola, le Röntgen ou rayons X (1896); les premières automobiles (1898); et les lignes téléphoniques ont été augmentées.
À Callao est créé, financé par souscription publique, le monument au héros militaire Miguel Grau, inauguré le 21 novembre 1897. 

#### Politique internationale
La question des provinces péruviennes de Tacna et d'Arica, sous occupation chilienne, occupe l'attention de Piérola. La période de dix ans fixée pour la tenue du plébiscite qui déciderait de la destination finale desdites provinces était déjà expirée et le Chili ne montrait aucun signe de volonté de se conformer à l'accord. Au début, les négociations péruviennes n'ont pas prospéré, mais en 1898, le gouvernement chilien, confronté au conflit qu'il entretenait avec l'Argentine sur la Patagonie, a accepté de procéder au plébiscite, en signant le protocole Billinghurst-La Torre, qui a établi la procédure de réglementation à suivre dans une telle consultation. Il était bien connu que l'intention du Chili était d'éviter un front au nord dans le cas hypothétique d'une guerre avec l'Argentine, il n'est donc pas surprenant qu'après avoir résolu son différend avec l'Argentine, il ait de nouveau retardé le plébiscite, accentuant sa politique désastreuse de la chileanisation des provinces de Tacna et d'Arica, où elle favorise la migration des Chiliens et le harcèlement de la population résidente. 
D'autre part, le gouvernement péruvien est devenu populaire dans le reste de l'Amérique latine. Par exemple, lorsque Guayaquil a totalement brûlé en octobre 1896, Piérola envoie le bateau de croisière Lima avec les secours en cas de catastrophe correspondants, tels que de la nourriture, des vêtements et des médicaments. La même année, il apporte son soutien moral aux insurgés cubains, qui ont repris la lutte pour l'indépendance. 

#### Politique intérieur
Pierola n'a pas de réelle opposition. Le pays jouit des libertés les plus larges sans produire des explosions populaires. Le Parti civil, membre de la Coalition nationale, collabore avec le gouvernement et plusieurs civilistes sont ministres. L'Union civique collabore également avec le gouvernement. Le Parti constitutionnel de Cáceres, retiré de la vie publique après le triomphe de la révolution, reste en retrait. Il n'y a aucun mouvement révolutionnaire à l'exception du mouvement fédéral de Loreto, dirigé par Mariano José Madueño, qui échoue sans incidents majeurs.
Le seul à s'opposer à Piérola est l'écrivain et intellectuel notable Manuel González Prada et son petit parti nouvellement formé, l'Union nationale. Prada passe quelques années en Europe, mais à son retour au Pérou en 1898, il entreprend une campagne de discours violents et de réunions publiques dans lesquelles il attaque le gouvernement, et surtout la personne de Piérola. En particulier, il lui reproche de ne pas avoir mené de réformes sur les questions agraires, du travail et la question indigène.

#### Élections de 1899
En 1899, à la fin du mandat de Piérola, des élections sont déclenchées. Piérola n'accorde de soutien officiel à aucun candidat; son parti se divise en deux camps: l'un d'eux, qui est allié avec les civilistes, lance la candidature de l'ingénieur Eduardo López de Romaña ; de l'autre côté, celui des démocrates «officiels», qui nomme Guillermo Billinghurst. Lors des élections, le vote direct est appliqué pour la première fois dans l'histoire péruvienne. Piérola laisse le pouvoir à Eduardo López de Romaña, vainqueur de l'élection.

## Fin de vie et mort

### Retrait progressif de la politique

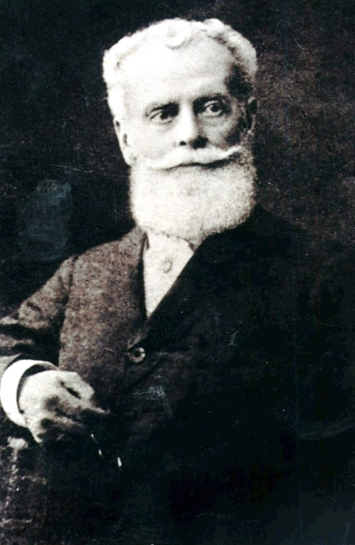
Piérola en 1910.

Après son départ de la présidence, l'influence politique de Nicolás de Piérola diminue. Cependant, il continue d'inspirer les grandes orientations de la politique du Parti démocrate.  
En 1900, il dirige une liste qui se présente pour les élections municipales à Lima. Mais il est vaincu de manière inattendue par une liste indépendante, dirigée par Federico Elguera. 
En 1904, il se présente à nouveau à la présidence de la République, à la tête du Parti démocrate, mais après avoir prononcé une série de discours vibrants, il se retire peu de temps avant la tenue des élections, invoquant un manque de garanties, ce qui fait que son opposant, José Pardo y Barreda, candidat de l'alliance entre civilistes et constitutionnalistes, est élu à la présidence. 
Depuis cet événement, Piérola s'abstient de se présenter à la présidence, car selon lui s'abstenir c'était : « agir de la manière la plus efficace et la plus saine possible ». 
Le 29 mai 1909, pendant le premier gouvernement d'Augusto Leguía, un groupe de citoyens sympathisants du Parti démocrate ou Pierolistes, réussit à entrer dans le palais du gouvernement. Ils trouvent le président Leguía dans son bureau. Les émeutiers lui demandent de démissionner. La foule est dirigée par Carlos de Piérola (le frère de Nicolás) avec la complicité d'Isaías et Amadeo, les deux fils de l'ancien président Piérola. Leguía refuse de démissionner. Ensuite, les insurgés capturent le président et l'emmènent sur la Plaza de la Inquisiciónet, au pied du monument en hommage à Bolívar, ils lui ordonnent de démissionner pour la deuxième fois. Leguía refuse de nouveau. La garde nationale intervient et réussit à secourir le président après une fusillade qui tue plus d'une centaine de manifestants. 
Bien qu'il n'ait pas participé à cette révolte, Nicolás de Piérola doit se cacher de la persécution déclenchée par le gouvernement.

### Les dernières années

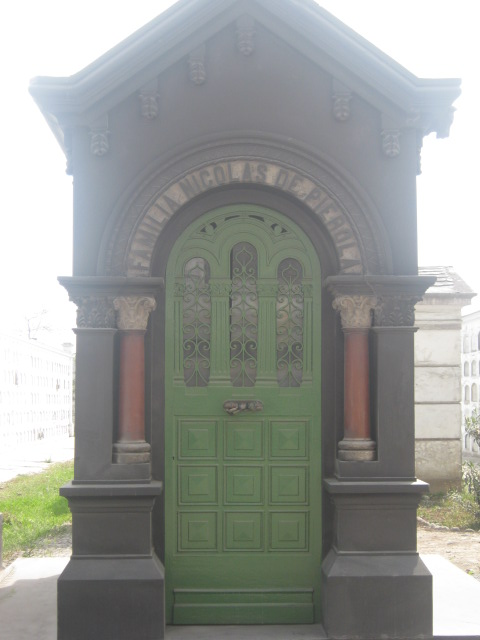
Mausolée de Nicolás de Piérola à Lima.

À l'approche des élections de 1912, il y a une conférence de délégués des partis d'opposition (civilisme indépendant, démocrate, libéral et constitutionnel) pour tenter d'unifier leurs forces en une seule candidature, qui ferait face au candidat officiel Ántero Aspíllaga (ouvertement soutenu par le président Leguía). Piérola a participé en tant que représentant de son parti. Mais il s'est retiré de la conférence parce qu'il n'était pas d'accord avec les conditions que les délégués du civilisme indépendant voulaient imposer, comme la recherche d'un candidat qui n'opposerait pas de résistance au président Leguía. Il était évident que les civilistes ne voulaient pas de Piérola comme candidat. Piérola a donc, comme en 1903, 1904 et 1908, maintenu sa ligne politique et sa volonté de s'abstenir de participer aux élections, considérant qu'il n'y avait aucune garantie, et a imposé cette décision personnelle à ses partisans. Lorsque la candidature populaire de Guillermo Billinghurst (son ancien partisan) a émergé à la dernière minute, Piérola a également refusé de le soutenir et a proposé sans succès l'appel à de nouvelles élections, dans ce qui était son dernier message au pays, le 14 juillet 1912 et qui commencet par la phrase suivante: « Et nous avons suivi l'abîme avec un aveuglement inconcevable. » 
Peu de temps après, Piérola a un dialogue avec le président Billinghurst, quand ce dernier menace de dissoudre le Congrès s'il ne légiférait pas en faveur des travailleurs : « M. Billinghurst, comment allez-vous bien gouverner le pays si vous ne gouvernez pas vos nerfs bien avant ? » dit-il. 
À la mi-juin 1913, son état de santé s'aggrave. Diverses personnalités viennent lui rendre visite à son domicile de la Calle del Milagro à Lima, notamment le président Billinghurst et l'ancien président Leguía. Il meurt à 21 h 26 dans la nuit du 23 juin 1913. Ses funérailles sont un événement qui attire une foule de gens. Sur les murs des rues, des partisans enthousiastes ont écrit: « Piérola est mort. Vive Piérola ! ». 